# 鈴木徳彦
鈴木 徳彦（すずき とくひこ、1958年11月12日 - ）は、東京都世田谷区 出身の元サッカー選手。ポジションはミッドフィールダー（MF）。
元サッカー日本代表の鈴木徳衛は実父、アジアサッカー連盟でディベロップメント委員会委員と競技部長を務めた鈴木徳昭は実弟。

## 来歴
1981年より東京ガスに入社し、東京都リーグに所属していた同社サッカー部に入部。キャプテンを務め、関東リーグ昇格に貢献した。1988年に現役を引退し、その後コーチとして2年間、母校慶応義塾大学のソッカー部へ。堀池洋充や野々村芳和を指導した。
JFL運営委員として東京ガスサッカー部に復帰。強化運営責任者も務め チーム強化に奔走。大熊清を監督として招聘し、限られた強化費 の中で着実に選手層を厚くしていった。また、社業としてはCSR推進を担う立場にいたため、社会貢献の名目でサッカースクールの拡大に従事し、プロ化への足場固めを行った。
1998年より東京フットボールクラブ株式会社（FC東京運営法人）が設立されると、東京ガスから出向し同社で強化育成部長に就いた。立石敬之、霜田正浩、石井豊、山崎真らと共に選手のスカウトに携わった他、選手やスタッフがクラブを退団した後のセカンドキャリア支援に力を注いだ。2004年から2007年にかけては取締役を兼務。2010年末の村林裕の社長退任に伴って 同年限りで強化部長を退任。2011年は指定管理者業務部に入り、総合スポーツクラブ化への足場作りに尽力した。
2012年より、水戸ホーリーホック社長沼田邦郎から直々に請われ、同クラブの強化部長に就任。小規模クラブである水戸に対し、東京ガスからFC東京に至る拡大成長過程の経験を伝えることに意義を感じ、30年に渡って在籍したクラブを離れた。水戸では萩原武久がGMを務めていたが、大まかには鈴木がトップチーム強化、萩原が育成という役割分担となっていた。2013年シーズン終了後、強化部長を退任。
2014年より、大宮アルディージャのチーム統括本部長に就任。盟友大熊が同クラブの監督に就いたが、成績不振のためシーズン途中に大熊は退任。自身もその責任を取り 翌日に退任した。
2015年シーズンより、ファジアーノ岡山のゼネラルマネージャーに就任した。2018年3月27日付けで代表取締役ゼネラルマネージャーに就任。2022年12月31日付けでゼネラルマネージャーを離任（代表取締役は継続）。
2024年4月1日より、FC町田ゼルビアのフットボールアドバイザーに就任した。

## 所属クラブ
- 1977年 - 1980年 慶應義塾大学体育会ソッカー部
- 1981年 - 1988年  東京ガスサッカー部 (1988年はコーチ兼任)

## 指導歴
- 1988年 東京ガスサッカー部 選手兼コーチ[5]
- 1989年 東京ガスサッカー部 コーチ
- 1990年 - 1991年 慶應義塾大学体育会ソッカー部 ヘッドコーチ

## 役職
- 1981年 - 1998年 東京ガス
  - 1992年 - 1998年 東京ガスサッカー部 事務局長、強化運営責任者
- 1998年 - 2011年 東京フットボールクラブ（東京ガスサッカー部 / FC東京）
  - 1999年 - 2010年 強化部長
  - 2004年 - 2007年 取締役 (兼務)
  - 2011年 指定管理者業務部長
- 2012年 - 2013年 水戸ホーリーホック 強化部長
- 2012年 日本サッカー協会 強化部会員[18]
- 2014年1月 - 2014年8月 大宮アルディージャ チーム統括本部長
- 2015年 - 2023年 ファジアーノ岡山FC
  - 2015年 - 2022年 ゼネラルマネージャー
  - 2018年 - 2023年 代表取締役
- 2024年 - FC町田ゼルビア フットボールアドバイザー